# Wolfgang Dientzenhofer
Wolfgang Dientzenhofer (* 16. März 1648 in Oberulpoint, jetzt Litzldorf bei Bad Feilnbach; † 18. Mai 1706 in Amberg) war ein deutscher Baumeister des Barocks.

## Herkunft und Familie
Wolfgang gehörte der oberbayerischen Baumeisterfamilie der Dientzenhofer an. Er wurde als 3. Kind der Eheleute Georg Dientzenhofer und Barbara, geb. Thanner in Oberulpoint geboren. 1654 siedelte die Familie auf den Gugghof oberhalb von St. Margarethen um. 
Über seine Ausbildung und Jugend ist wenig bekannt. Es wird vermutet, dass er in der Flintsbacher Schule Lesen, Schreiben und Rechnen erlernte, anschließend eine Maurerlehre absolvierte und nach 1665 über Passau nach Prag gewandert ist. Wie seine Brüder Georg, Christoph, Leonhard und Johann ist er für 1678 – anlässlich der Hochzeit seiner Schwester Anna mit Wolfgang Leuthner, einem Verwandten des Baumeisters Abraham Leuthner, – in Prag nachgewiesen.

## Baumeister in Böhmen
Vermutlich schon ab 1677 arbeitete Wolfgang Dientzenhofer als Polier des Prager Baumeisters Martin Reiner am Bau des Franziskanerklosters in Arnau (Ostböhmen). Jedenfalls beantragte er 1679 das Arnauer Bürgerrecht, wofür er einen Geburtsbrief vom Pfleggericht Aibling vorlegen musste. Nach Reiners Tod 1680 erhielt er mit Vertrag vom 11. März 1681 – in dem er als Maurermeister bezeichnet wird – den Auftrag, das Franziskanerkloster nach den bisherigen Plänen fertigzustellen. Vermutlich handelte es sich bei diesem Auftrag um seinen ersten selbständigen Bau. 1683 lebte er wieder in Prag als Bürger der Kleinseite. Zwei Jahre später war er vermutlich wieder in Arnau, da angenommen wird, dass die Franziskaner-Klosterkapelle, die ab 1685 nach Reiners Plänen errichtet wurde, unter seiner Bauleitung gebaut wurde.

## Zurück in Bayern

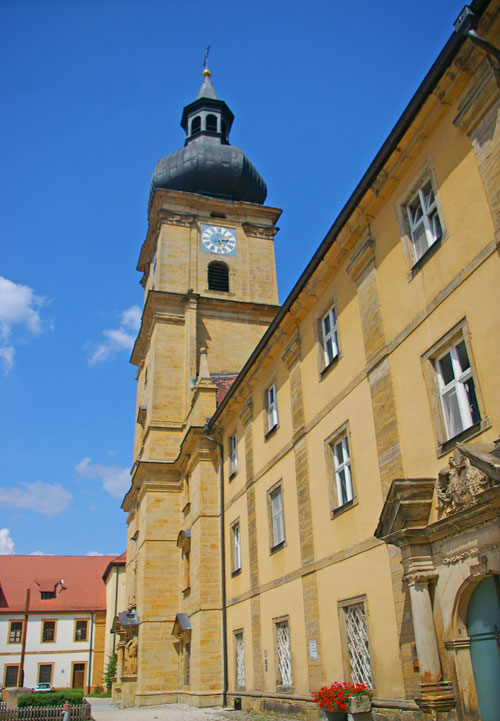
Klosterkirche Ensdorf

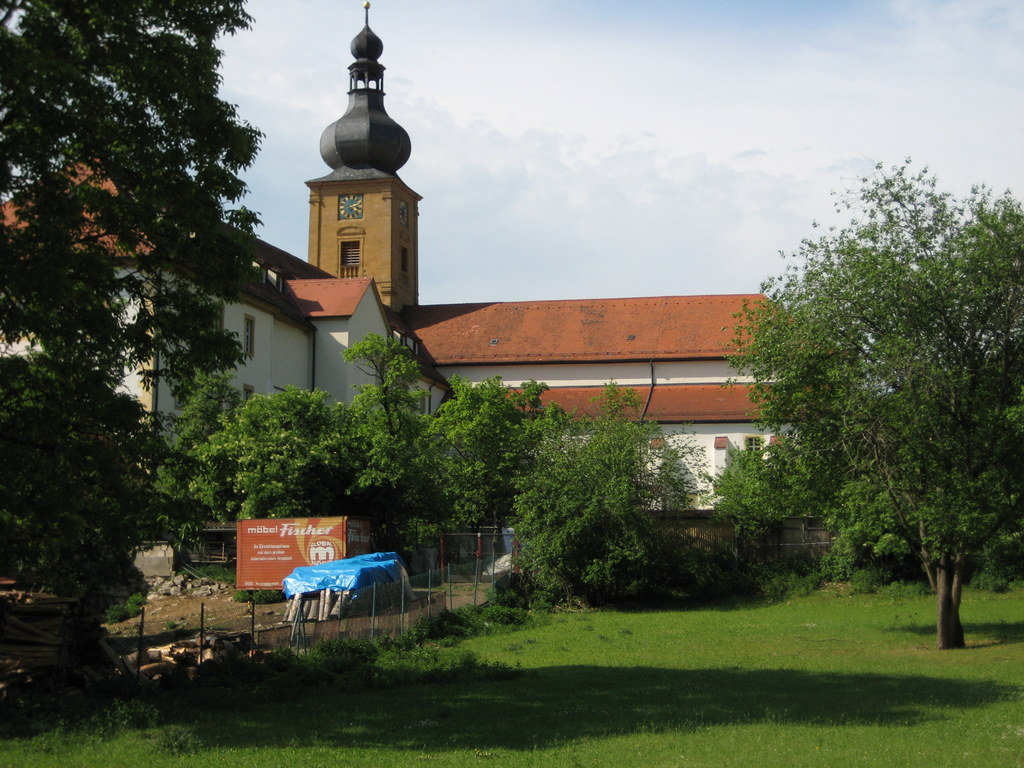
Kloster Weißenohe

1689, im Todesjahr seines ältesten Bruders Georg, tauchte Wolfgang Dientzenhofer im oberpfälzischen Amberg auf, wo er im Klosterviertel wohnte und als Bauleiter bei Umbauarbeiten am Jesuitenkolleg tätig war. In der Nachfolge von Georg übernahm er in diesem Jahr die Bauleitung für die Wallfahrtskirche Mariä Namen in Trautmannshofen, die 1691 fertiggestellt wurde. Seine ersten Auftraggeber für selbständige Bauten in der Oberpfalz waren die Benediktiner (Kloster Michelfeld und Ensdorf) und die Prämonstratenser (Speinshart), sowie für Kloster und Kirche Weißenohe der Fürstbischof von Bamberg. 
Wolfgang Dientzenhofer war nicht nur als Baumeister, sondern auch als Bauunternehmer tätig. Neben einheimischen beschäftigte er auch Handwerker aus seiner oberbayerischen Heimat. Einige seiner Werke entstanden in Zusammenarbeit mit den Gebrüdern Cosmas Damian und Egid Quirin Asam.
Obwohl seine Werke archivalisch gut belegt sind, wurden sie bisher durch Kunsthistoriker wenig beachtet. Auch seine Biographie ist erst seit einigen Jahrzehnten bekannt.

## Persönliches
Nachdem er den mehrjährigen Auftrag für den Bau von Kloster und Kirche der Salesianerinnen bekommen hatte, gab er 1693 sein Prager Bürgerrecht auf und bemühte sich um das Amberger Bürgerrecht, das ihm erst am 22. Juni 1695 verliehen wurde. Wenige Wochen später erwarb er in der Klostergasse (heute: Deutsche Schulgasse 11) ein Haus für sich und seine Familie.
Im selben Jahr folgte die Ernennung zum Hofbaumeister bei der kurfürstlichen Regierung in Amberg, weshalb er auch als der „Amberger Dientzenhofer“ bezeichnet wird. Als Hofbaumeister unternahm er mehrere Reisen. 
Wolfgangs Ehefrau Anna Isabella, deren Geburtsname nicht bekannt ist, gebar acht Kinder. Nach Wolfgangs Tod, den sie um 34 Jahre überlebte, wohnte sie mit ihren sieben unmündigen Kindern im Stadtschreiberhaus.

## Werke

### Sakralbauten
- Amberg 
  - Jesuitenkolleg fertiggestellt

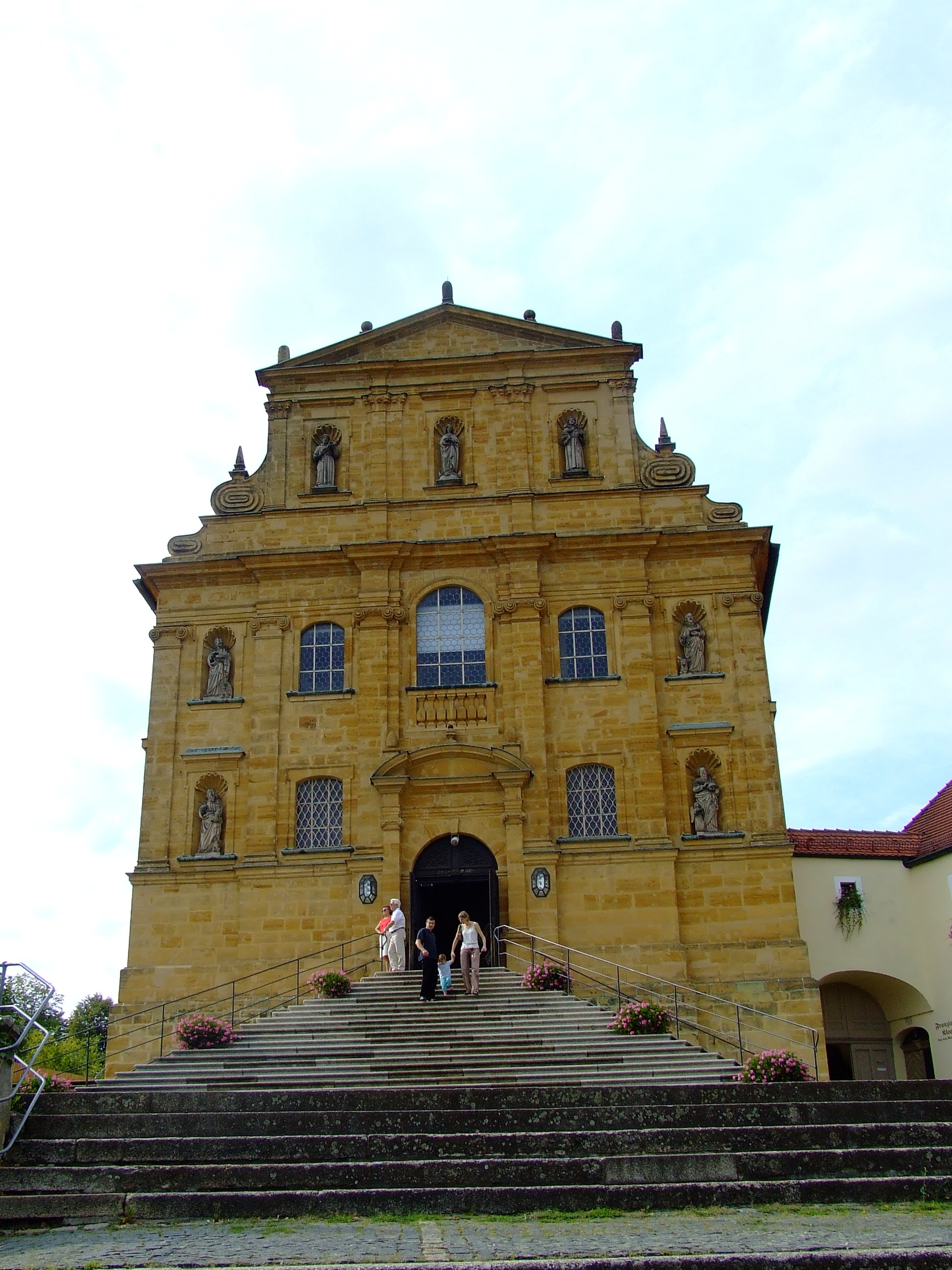
Wallfahrtskirche Maria Hilf, Amberg

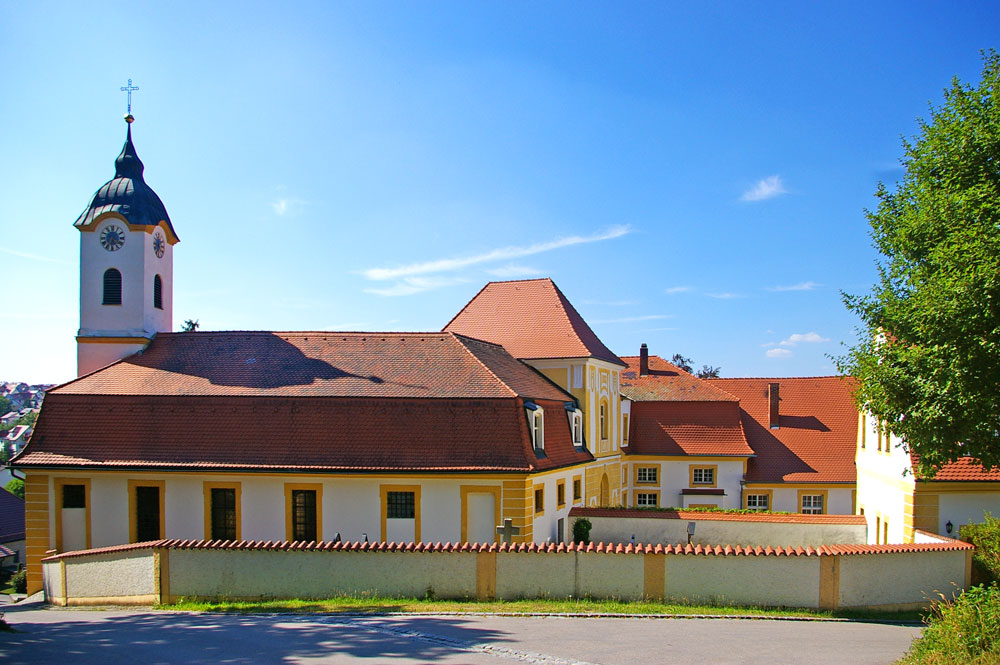
Schloss Ebermannsdorf mit Schlosskirche

  - Salesianerinnenkloster Amberg mit Schulkirche
  - Paulanerkloster und Kirche
  - Wallfahrtskirche Maria Hilf (Bauplanung; die Bauausführung stammt von Georg Peimbl)
- Auerbach in der Oberpfalz: Kloster Michelfeld, Konventsgebäude und Klosterkirche
- Ebermannsdorf: Schlosskirche
- Ensdorf: Klosterkirche
- Illschwang: Pfarrkirche St. Vitus
- Kulmain: Pfarrkirche
- Schönthal: Augustiner-Eremiten-Kloster
- Schwarzhofen: Dominikanerinnenkloster
- Speinshart Prämonstratenserkloster und Klosterkirche
- Straubing: Barockisierung der Karmelitenkirche Hl. Geist
- Trautmannshofen: Wallfahrtskirche Mariä Namen (1689–1691 Bauleitung)
- Weißenohe: Klosteranlage und Klosterkirche
- Franziskanerkloster und die Klosterkirche im böhmischen Arnau (Fertigstellung)

### Profanbauten
- Amberg
  - Rentamt Amberg,  Regierungsstraße 12
  - Wohnhaus, Deutsche Schulgasse 11

### Fälschlich zugeschriebene Werke
Einige der ihm bisher zugeschriebenen Werke stammen von dem Aiblinger Stadtbaumeister Wolfgang Dinzenhofer (1678–1747), z. B.
- Au bei Bad Aibling: Pfarrkirche St. Martin[2]
- Flintsbach am Inn: Pfarrkirche St. Martin
- Götting: Pfarrkirche St. Michael
- Nußdorf am Inn: Wallfahrtskirche Mariä Heimsuchung (Kirchwald)